# Ovation (chaîne de télévision)
Pour les articles homonymes, voir Ovation (homonymie).
Ovation est une chaîne de télévision américaine dont la mission est de connecter le monde entier à toutes les formes de l'art et de l'expression artistique.

## Description
Ovation est une société privée, indépendante du câble. Les investisseurs d'Ovation sont Hubbard Media Group, Corporate Parteners II, Arcadia Investment Partners, Perry Capital, et The Weinstein Company.
En février 2015, près de 54 millions de ménages (46,4% des ménages qui ont la télévision) reçoivent Ovation.

## Programmes
La série française Versailles est diffusée en exclusivité aux États-Unis par Ovation à partir du 1er octobre 2016.

### Programme en cours[Quand?]
- Les Enquêtes de Murdoch
- Les Tudors
- Dharma & Greg
- Un toit pour trois
- Boston Justice

Ancien programme:
- Firefly
- Robin Des Bois
- Smash (série TV)
- Antiques Roadshow

## Direction
- Président : Ken Salomon
- Directeur général : Charles Segars (en)
- Directeur administratif et financier : Phil Gilligan
- Avocat Général : Robert Rader